# لبنان في الألعاب الأولمبية الشتوية 1968
شاركت لبنان في دورة الألعاب الأولمبية الشتوية لعام 1968، والتي أقيمت في مدينة جرونوبل في فرنسا خلال الفترة من 6 فبراير (شباط) 1968، وحتى 18 فبراير (شباط) 1968 بمُشاركة 1158 رياضي من 37 دولة بينهم 947 لاعب في منافسات الرجال، و211 لاعبة في منافسات السيدات، وتنافسوا في 6 رياضات خلال 35 منافسة. كانت هذه هي المُشاركة السادسة للبنان في بطولة الألعاب الأولمبية الشتوية منذ إنشائها، ولم تتمكّن لبنان خلال منافسات هذه النُسخة من البطولة من حصد أيّة ميداليات.

## الميداليات
لم يتمكّن لاعبو لبنان من حصد أية ميداليات خلال منافسات النُسخة العاشرة من بطولة دورة الألعاب الأولمبية الشتوية في عام 1968.

## اللاعبون المُشاركون
شاركت لبنان في منافسات النُسخة العاشرة من بطولة دورة الألعاب الأولمبية الشتوية عام 1968 بثلاثة لاعبين فقط في منافسات رياضة التزلج على الجليد. ويوضح الجدول التالي أسماء اللاعبين المُشاركين من لبنان في هذه النُسخة من البطولة:
| اسم اللاعب المُشارك | اللعبة                                  |
| ------------------ | --------------------------------------- |
| غسان كيروز         | وصلة=\|بديل=\|30x30بك التزلج على الجليد |
| موسى جعلوك         | وصلة=\|بديل=\|30x30بك التزلج على الجليد |
| نجيب البراك        | وصلة=\|بديل=\|30x30بك التزلج على الجليد |

## النتائج

### منافسات التزلج على الجليد
| رياضي       | حدث                 | سباق 1   | سباق 1 | سباق 2  | سباق 2 | إجمالي   | إجمالي   |
| رياضي       | حدث                 | وقت      | مرتبة  | وقت     | مرتبة  | وقت      | مرتبة    |
| ----------- | ------------------- | -------- | ------ | ------- | ------ | -------- | -------- |
| غسان كيروز  | سباق التعرج العملاق | 2:22.43  | 87     | 2:24.76 | 87     | 4:47.19  | 85       |
| موسى جعلوك  | سباق التعرج العملاق | 2:15.54  | 83     | 2:17.89 | 81     | 4:33.43  | 80       |
| نجيب البراك | سباق التعرج العملاق | 2:14.84  | 82     | 2:24.06 | 86     | 4:38.90  | 81       |
| غسان كيروز  | تزلج متعرج          | لم يتأهل | –      | 1:18.11 | 4      | لم يتأهل | لم يتأهل |
| موسى جعلوك  | تزلج متعرج          | 1:07.13  | 5      | 1:25.73 | 4      | لم يتأهل | لم يتأهل |
| نجيب البراك | تزلج متعرج          | 1:13.69  | 5      | 1:09.06 | 3      | لم يتأهل | لم يتأهل |